# Jean-Jacques Goldman
Jean-Jacques Goldman (París, 11 de octubre de 1951) es un cantante y compositor francés.

## Trayectoria artística
Sus padres son judíos. Su madre, Ruth Ambrunn, nacida en Múnich, Alemania y su padre, Alter Mojze Goldman en Lublin, Polonia fueron héroes de la resistencia. Tenían ya dos niños antes del nacimiento de Jean-Jacques y tuvieron un cuarto a continuación. Uno de sus hermanos es el militante de extrema izquierda asesinado Pierre Goldman, hijo ilegítimo de una previa relación de su padre.
En el año 2001 se publica su disco Chansons pour les pieds en el que predominan los ritmos celtas y sus orígenes de violinista. Al final de dicho álbum una canción oculta entre "tarareos" que despierta la curiosidad de la prensa francesa, pues tan sólo dice "La vie c'est mieux quand on est amoureux".
Es el autor de "Aïcha" cantado por Cheb Khaled y Outlandish e incluso por el dúo español Amistades Peligrosas, el impulsor de la carrera artística de la francófona más internacional Céline Dion, escribe uno de los discos de Johnny Hallyday. Jean-Jacques Goldman también escribió y compuso canciones para otros intérpretes, como Joe Cocker, Ray Charles, Yannick Noah, Céline Dion, Patricia Kaas, Johnny Hallyday, Garou, Patrick Fiori, Cheb Khaled, Lorie, Marc Lavoine, Florent Pagny, entre otros.

## Discografía

### Discos de estudio
- 1981: Démodé
- 1982: Minoritaire
- 1984: Positif
- 1985: Non homologué
- 1987: Entre gris clair et gris foncé
- 1997: En Passant
- 2001: Chansons pour les pieds

Con Carole Fredericks y Michaël Jones (El trío llamado Fredericks- Goldman- Jones):
- 1990: Fredericks - Goldman - Jones
- 1993: Rouge

### Grabaciones en vivo
- 1986: En Public (En Público)
- 1989: Traces
- 1999: En Passant Tournée 1998
- 2003: Un Tour Ensemble (Un Tour Juntos)

Con Carole Fredericks y Michaël Jones:
- 1992: Sur scène
- 1995: Du New morning au Zénith